# Mannesmann Line Pipe
Die Mannesmann Line Pipe ist ein weltweit aktiver, deutscher Hersteller von längsnahtgeschweißten Stahlrohren mit Werken in Siegen und Hamm. Das Unternehmen ist eingebettet in den Geschäftsbereich Mannesmann des Salzgitter-Konzerns.

## Geschichte
1975 erwarb Hoesch eine 50-Prozent-Beteiligung an dem Siegener Familienunternehmen Fuchs, das in den 1980er-Jahren die Steckmuffen-Wasserrohre und die Faserzement-ummantelten Rohre am Markt einführte. Mannesmann gründete 1993 gemeinsam mit Hoesch für seine Leitungsrohr- und Präzisionsstrahlrohrproduktion die Mannesmann Hoesch Präzisrohr GmbH mit Sitz in Hamm (MHP) und übernahm den bis dahin von der Familie Fuchs gehaltenen 50-Prozent-Anteil des Siegener Unternehmens. 1996 übernahm Mannesmann die MHP-Unternehmensanteile von Hoesch und wurde damit alleiniger Eigentümer des Unternehmens in Hamm.
Mannesmannröhren-Werke wurden im Jahr 2000 Führungsgesellschaft des Unternehmensbereichs Röhren im Salzgitter-Konzern. Die Leitungsrohrproduktion in Hamm wurde unter dem Namen Mannesmann Line Pipe aus der MHP ausgegliedert.
Im Jahr 2004 wurde Mannesmann alleiniger Eigentümer der Röhrenwerk Gebr. Fuchs GmbH in Siegen. Im Jahr 2006 wurde die Produktion von Leitungsrohren in Hamm und Siegen in der Mannesmann Fuchs Rohr GmbH zusammengefasst. Nach einer Umbenennung in Salzgitter Mannesmann Line Pipe GmbH in 2008 firmiert das Unternehmen seit Oktober 2017 unter Mannesmann Line Pipe GmbH.

## Produkte
Zur Produktpalette der Mannesmann Line Pipe gehören
- Leitungsrohre für Erdgas und andere gasförmige Medien, Öl und andere brennbare Flüssigkeiten
- Leitungsrohre für den Transport von Trink-, Brauch- und Abwasser
- Ölfeldrohre (OCTG)
- Rohre für allgemeine Verwendungszwecke (Handelsrohre)
- Konstruktionsrohre/MSH-Profile
- Rohre für den Maschinen- und Anlagenbau[4]